# Aley (stad)
Aley is een pittoreske Libanese stad in het gouvernement Libanongebergte in het Choufgebergte. Het ligt vlak bij de Beiroet-Damascussnelweg 17 kilometer hoger gelegen ten opzichte van Beiroet. Een eindje verderop ligt het dorpje Bhamdoun. In het zuiden ligt het strategische dorp Souk El Gharb. Het woord Aley betekent hooggelegen plaats in het Aramees-Arabisch. Er wonen voornamelijk christenen en druzen in de stad.